# Hohner See
Der Hohner See ist ein See ca. 12 km westlich der Stadt Rendsburg im deutschen Bundesland Schleswig-Holstein nahe der Ortschaft Hohn. Der See ist ca. 71 ha groß und bis zu 1,0 m tief. Er ist der letzte noch erhaltene Geestflachsee in der Überschwemmungslandschaft der Eider-Treene-Sorge-Niederung. Über die Rinne entwässert er zur Sorge und weiter in die Eider.

## Bedeutung
Seit 1995 sind der See und seine Umgebung mit insgesamt 364 ha als Naturschutzgebiet ausgewiesen. Der Hohner See, das Königsmoor und das Hartshoper Moor wurden zur Aufnahme in die „Liste international bedeutender Feuchtgebiete“ nach der Ramsar-Konvention vorgeschlagen.

## Flora und Fauna
Im und am See sind viele Tier- und Pflanzenarten bis heute erhalten, die ansonsten in Schleswig-Holstein bereits stark bedroht oder ausgestorben sind. Dazu gehören unter anderem Seeadler, Rohrweihe, Schilfrohrsänger und Sumpf-Läusekraut. Im Alten Bahnhof Hohn gibt eine Ausstellung Einblicke in das Biotop Hohner See. Das Naturschutzgebiet Hohner See ist seit 2004 Teil der Natura 2000 Projekte FFH-Gebiet DE-1622-391 „Moore der Eider-Treene-Sorge-Niederung “ und des EU Vogelschutzgebietes DE-1622-493 „Eider-Treene-Sorge-Niederung“. Im Januar 2018 wurde der erste Managementplan für das Teilgebiet Hohner See für beide Natura-2000-Gebiete durch die Integrierte Station Eider-Treene-Sorge und Westküste im Auftrag des Ministeriums für Energiewende, Landwirtschaft, Umwelt, Natur und Digitalisierung (MELUND) des Landes Schleswig-Holstein erstellt. Dort wurden eine Fülle von Informationen zum Hohner See gesammelt. Als Beispiel eine Liste der dortigen Brutvögel im Jahre 2016, siehe Karte.